# Halictus alfkenellus
Halictus alfkenellus là một loài Hymenoptera trong họ Halictidae. Loài này được Strand mô tả khoa học năm 1909.